# مسلسل سبک

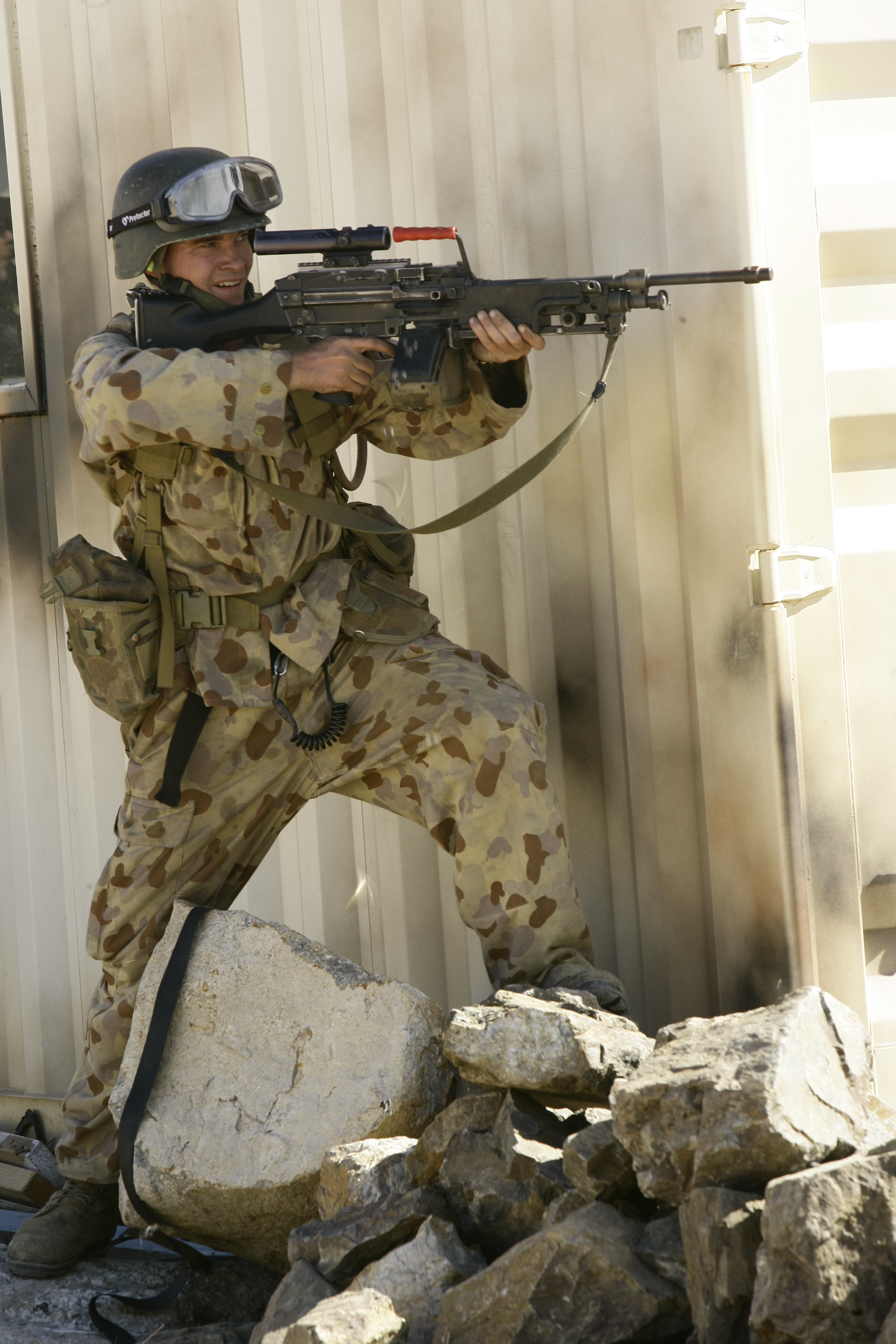
اف‌ان مینیمی مسلسل سبک سازمانی تمامی ارتش‌های ناتو

مسلسل (تیربار) سبک(به انگلیسی: Light Machine Gun) یا LMG نوعی تیربار است که معمولاً به عنوان سلاح اتوماتیک جوخه از آن استفاده می‌شود. تیربارهای سبک به گونه‌ای ساخته می‌شوند که یک سرباز بتواند از آن استفاده کند.
تیربارهای سبک امروزی معمولاً فشنگ‌هایی کوچک‌تر از فشنگ‌های تیربارهای چندمنظوره را شلیک می‌کنند و فشنگ آن‌ها اغلب همان فشنگ تفنگ سازمانی ارتشی است که در آن استفاده می‌شوند(معمولاً ۵٫۵۶x۴۵ م‌م). آن‌ها همچنین در مقایسه با تیربارهای چندمنظوره سبک‌تر و جمع‌وجورتر هستند. این سلاح‌ها همچنین اغلب از طریق خشاب تغذیه می‌شوند برخلاف تیربارهای دیگر که معمولاً با نوار فشنگ تغذیه می‌شوند.
برخی از تیربارهای سبک نیز مدلی از تفنگ‌های اتوماتیک هستند که اصلاحاتی همچون لولهٔ سنگین‌تر (و گاهی بلندتر)، خشاب بزرگ‌تر، ساختار مستحکم‌تر برای تحمل آتش مستمر، و یک دوپایه برای آن‌ها منظور شده‌است.
البته واژهٔ تیربار سبک گاهی به نقش سلاح اشاره دارد. تیربارهای چندمنظوره همانطور که از اسم آن‌ها پیداست در نقش تیربار سبک هم قابل استفاده هستند. آن‌ها وقتی با سه‌پایه و با رگبار بالا استفاده شوند یک تیربار متوسط محسوب شده و وقتی بر روی دوپایه قرار گیرند تیربار سبک به حساب می‌آیند.
تیربارهای سبک در اصل برای استفاده بر روی دوپایه ساخته می‌شوند اما به گونه‌ای طراحی می‌شوند که در صورت لزوم بتوان آن‌ها را از زیر بغل و در حال حرکت هم شلیک کرد.